# Episodi di Malcolm (quarta stagione)
La quarta stagione di Malcolm è andata in onda sul canale statunitense Fox dal 3 novembre 2002 al 18 maggio 2003. In Italia è stata trasmessa in chiaro da Italia 1 dal 18 marzo al 21 aprile 2005.
| nº | Titolo originale         | Titolo italiano              | Prima TV USA     | Prima TV Italia |
| -- | ------------------------ | ---------------------------- | ---------------- | --------------- |
| 1  | Zoo                      | Gelosia incontrollata        | 3 novembre 2002  | 18 marzo 2005   |
| 2  | Humilithon               | Finalmente al liceo          | 10 novembre 2002 | 21 marzo 2005   |
| 3  | Family Reunion           | Le facce buffe               | 17 novembre 2002 | 22 marzo 2005   |
| 4  | Stupid Girl              | Una ragazza per due          | 24 novembre 2002 | 23 marzo 2005   |
| 5  | Forward Backwards        | Una guerra infinita          | 1º dicembre 2002 | 24 marzo 2005   |
| 6  | Forbidden Girlfriend     | II gusto del pericolo        | 15 dicembre 2002 | 25 marzo 2005   |
| 7  | Malcolm Holds His Tongue | Pensare e poi parlare        | 5 gennaio 2003   | 29 marzo 2005   |
| 8  | Boys At Ranch            | Una giornata al ranch        | 12 gennaio 2003  | 30 marzo 2005   |
| 9  | Grandma Sues             | Il danno e la beffa          | 2 febbraio 2003  | 31 marzo 2005   |
| 10 | If Boys Were Girls       | Se i ragazzi fossero ragazze | 9 febbraio 2003  | 1º aprile 2005  |
| 11 | Long Drive               | In viaggio con mamma         | 2 marzo 2003     | 5 aprile 2005   |
| 12 | Kicked Out               | Fuori di casa!               | 9 marzo 2003     | 6 aprile 2005   |
| 13 | Stereo Store             | Il secondo lavoro            | 16 marzo 2003    | 7 aprile 2005   |
| 14 | Hal's Friend             | L'amico di papà              | 30 marzo 2003    | 8 aprile 2005   |
| 15 | Garage Sale              | Il mercatino                 | 6 aprile 2003    | 11 aprile 2005  |
| 16 | Academic Octathlon       | La gara dei cervelloni       | 13 aprile 2003   | 12 aprile 2005  |
| 17 | Clip Show 2              | Il testamento                | 20 aprile 2003   | 13 aprile 2005  |
| 18 | Reese's Party            | Un romantico week-end        | 27 aprile 2003   | 14 aprile 2005  |
| 19 | Future Malcolm           | Un futuro da cambiare        | 4 maggio 2003    | 15 aprile 2005  |
| 20 | Baby Pt. I               | Arrivo anticipato (pt. I)    | 11 maggio 2003   | 18 aprile 2005  |
| 21 | Baby Pt. II              | Arrivo anticipato (pt. II)   | 18 maggio 2003   | 20 aprile 2005  |
| 22 | Day Care                 | In cerca d'asilo             | 18 maggio 2003   | 21 aprile 2005  |

## Gelosia incontrollata
- Titolo originale: Zoo
- Diretto da: Todd Holland
- Scritto da: Michael Glouberman, Andrew Orenstein

### Trama
- Guest star: Daniel Roebuck (Randy)

## Finalmente al liceo
- Titolo originale: Humilithon
- Diretto da: Jeffrey Melman
- Scritto da: Michael Borkow

### Trama
Malcolm arriva finalmente al liceo ma grazie a Lois, che gli rovina dal primo giorno la reputazione, tutti gli danno il soprannome di Macchia così è costretto a tornare con i suoi amici "secchioni" delle medie.

## Le facce buffe
- Titolo originale: Family Reunion
- Diretto da: Ken Kwapis
- Scritto da: Alex Reid

### Trama
Malcolm e la sua famiglia vanno a trovare il suo ricco nonno, il padre di Hal, trovando anche il resto dei parenti. Reese e Dewey fanno a gara con il resto dei figli dei parenti per accaparrarsi la ricca eredità conquistando la simpatia del nonno. I parenti però cominciano a manifestare la loro antipatia per Lois, al punto da escluderla dalla foto di famiglia. Ogni volta però che Hal tenta di parlare di questo con suo padre, egli evita sempre di affrontare i problemi con facce buffe e solletico, così come si scopre ha fatto con Hal fin da quando era bambino.
- Guest star: Christopher Lloyd (Walter), Brenda Strong (Amelia)

## Una ragazza per due
- Titolo originale: Stupid Girl
- Diretto da: Todd Holland
- Scritto da: Dan Kopelman

### Trama
A Malcolm piace Alyson la sua vicina di armadietto, ma alla ragazza lui non piace perché è troppo intelligente. Così Malcolm segue i consigli di Reese e diventa un idiota.
Intanto Francis litiga con un truffatore per salvare il ranch di Otto.

## Una guerra infinita
- Titolo originale: Forwards Backwards
- Diretto da: Levie Isaacks
- Scritto da: Maggie Bandur

### Trama
Malcolm e Reese si fanno i dispetti l'uno con l'altro.
Intanto Francis deve affrontare una mucca di una leggenda.

## II gusto del pericolo
- Titolo originale: Forbidden Girlfriend
- Diretto da: Jamie Babbit
- Scritto da: Matthew Carlson

## Pensare e poi parlare
- Titolo originale: Malcolm Holds His Tongue
- Diretto da: Jeffrey Melman
- Scritto da: Gary Murphy, Neil Thompson

### Trama
Malcolm, scopertosi un buon giocatore di pallacanestro, viene cacciato dopo aver detto all'allenatore che i suoi schemi sono troppo prevedibili. Decide, quindi, di provare a smettere di parlare senza riflettere. I risultati sono sorprendenti: le cose con Nicki vanno meglio, sua madre lo punisce meno e gli assegna meno lavori di casa, suo padre inizia a dargli una paghetta settimanale e riottiene il posto in squadra. Alla fine, però, tutto lo stress accumulato gli fa venire un'ulcera, ragion per cui torna a comportarsi come al solito. Nel frattempo Hal si scopre molto portato nella marcia, tanto da ricevere i complimenti dei dilettanti che girano per il quartiere, ma il campione della città lo supera facilmente. Decide quindi di allenarsi con impegno per batterlo ma, a dispetto di tutto, fallisce. Alla fine, però, si rende conto che il suo avversario bara e, dopo averlo rivelato a tutti, si prende la sua rivincita.

## Una giornata al ranch
- Titolo originale: Boys at Ranch
- Diretto da: David D'Ovidio
- Scritto da: Neil Thompson, Gary Murphy

### Trama
Hal e i ragazzi vanno a trovare Francis al ranch. Con l'inganno i tre spingono Hal a firmare il permesso per usare i fuoristrada e li distruggono. A quel punto vengono duramente rimproverati da Francis che si arrabbia anche con Hal. Nel frattempo Dewey ruba una bambolina appartenente a Gretchen che lo rimprovera, ma i due si scusano a vicenda e scacciano il senso di colpa pulendo il ranch. Hal e Otto trascorrono del tempo insieme, si ubriacano e sparano colpi in aria uno dei quali colpisce proprio Otto. Grazie a Otto, Hal capisce di non essere stato un fallimento come padre e di aver trasmesso dei buoni valori a Francis nonostante le bravate. Malcolm e Reese vorrebbero che Francis ritornasse il fratello divertente e meno responsabile di un tempo e acquistano dei fuochi di artificio. Francis li accende dimostrando che in fondo è rimasto quello di sempre.

## Il danno e la beffa
- Titolo originale: Grandma Sues
- Diretto da: James Simons
- Scritto da: Michael Glouberman, Andrew Orenstein

## Se i ragazzi fossero ragazze
- Titolo originale: If Boys Were Girls
- Diretto da: Ken Kwapis
- Scritto da: Alexandra Kaczenski

### Trama
Lois, inizia a pensare a che sesso potrà avere il nascituro, ma essendo periodo di saldi deve andare con la famiglia al supermercato. Però inizia la giornata sgridando i figli: Malcolm e Reese, lottando per una penna, hanno anche rotto un giocattolo di Dewey. Subito Lois inizia a immaginare come sarebbe la vita se avesse tre figlie femmine invece di tre maschi e nella sua mente i tre figli si trasformano in tre ragazze, chiamate René, Mallory e Daisy, calmissime, dolci e accondiscendenti con il volere della madre. Tuttavia Malcolm riesce a stendere Reese con un pugno all'occhio, sempre per avere la penna. Essendo anche vicini a San Valentino, Hal vuole comprare a Lois un regalo magnifico e l'uomo tartassa la moglie per avere un'idea. La giornata al supermercato inizia: Lois deve combattere tra i litigi dei ragazzi e la loro rozzezza: Lois continua a immaginare la differenza di vita se avesse tre figlie: esse non si ingozzerebbero di hamburger alla cipolla ma mangerebbero con tutta calma dell'insalatina, spettegolando con la madre; amerebbero stare al supermercato con lei, invece che annoiarsi; al reparto di vestiti sarebbero in perfetta sintonia con lei.

Mentre Reese viene avvicinato da una donna che nota il suo occhio pesto, Malcolm e Dewey discutono con un'anziana per il posto nella fila. Interviene Reese, rinsavito, che se la prende con la vecchietta.
Durante la giornata, Hal trova un massaggiatore per i piedi, il cui ultimo modello viene però acquistato, e lui tenta più volte di rubare il sacchetto all'acquirente.

La situazione precipita: la donna che ha avvicinato Reese va da Lois e si identifica come un'addetta ai servizi sociali, credendo che Reese venga malmenato in casa; Reese, Malcolm e Dewey continuano la lotta con l'anziana, scatenando un putiferio nel negozio; Hal è inseguito da una guardia giurata del supermercato. Anche nell'immaginazione di Lois tutto va a scatafascio: le tre figlie si rivelano oche, viziate dal padre, sessualmente disinibite e Mallory rivela a Lois che René è incinta. La famiglia fugge dal supermercato.

L'ultima scena vede Lois che riceve i suoi regali di San Valentino da Hal e dai figli che le hanno regalato dei cioccolatini mangiandosene metà e il suo ultimo pensiero è che il bebè sia femmina.

## In viaggio con mamma
- Titolo originale: Long Drive
- Diretto da: Levie Isaacks
- Scritto da: Michael Borkow

## Fuori di casa!
- Titolo originale: Kicked Out
- Diretto da: Jeffrey Melman
- Scritto da: Alex Reid

## Il secondo lavoro
- Titolo originale: Stereo Store
- Diretto da: Bryan Cranston
- Scritto da: Matthew Carlson

## L'amico di papà
- Titolo originale: Hal's Friend
- Diretto da: Jeffrey Melman
- Scritto da: Dan Kopelman

### Trama
Guest star: Beth Grant (Dorene Hooper)

## Il mercatino
- Titolo originale: Garage Sale
- Diretto da: Levie Isaacks
- Scritto da: Maggie Bandur

## La gara dei cervelloni
- Titolo originale: Academic Octathalon
- Diretto da: Todd Holland
- Scritto da: Rob Hanning

## Il testamento
- Titolo originale: Clip Show 2
- Diretto da: Levie Isaacks
- Scritto da: Maggie Bandur, Dan Kopelman

### Trama
Guest star: Grey Damon (Danny Wilkerson) e Luise Rainer (Bertha Dempsie)

## Un romantico week-end
- Titolo originale: Reese's Party
- Diretto da: Levie Isaacks
- Scritto da: Andy Bobrow

### Trama
- Guest star: Danielle Panabaker (Kathy McCulskey), Nick Wechsler (Donnie)

## Un futuro da cambiare
- Titolo originale: Future Malcolm
- Diretto da: Ken Kwapis
- Scritto da: A.J. Poulin, Ron Corcillo

### Trama
- Guest star: Jason Alexander (Leonard)

## Arrivo anticipato (pt. I)
- Titolo originale: Baby: Part 1
- Diretto da: James Simons
- Scritto da: Rob Hanning

### Trama
Lois sta per partorire il bebè ma, siccome è più grosso del normale, il ginecologo provocherà il travaglio per il successivo giovedì. In casa ci sono anche Francis e Piama, per aiutare a costruire la nuova stanza, e senza preavviso come al solito arriva anche Ida.
Hal porta i ragazzi a una fiera dell'auto, che invece si rivela essere una fiera della sposa. Qui Dewey coinvolge un annunciatore, un tecnico luci e un tecnico del suono per far fare una figuraccia al padre: infatti il successivo giovedì sarebbe stato il compleanno del vessatissimo, ignorato e maltrattato Dewey che rischia di farsi rubare anche il compleanno.
Reese ruba un tight e viene rinchiuso nella custodia di un violoncello.
Malcolm, che ha ricevuto la proposta di entrare in un college esclusivo in Inghilterra, propone al padre di andarsene, ma Hal glielo vieta poiché Malcolm è colui che risolve sempre ogni problema familiare.
A casa, Lois vuole cacciare Ida e sfrutta il suo razzismo: invita a casa Abe e i suoi amici (tutti di colore), ma proprio quando Ida sta per andarsene, iniziano le doglie: chiama Hal, ma lui è inseguito da mezza fiera.

## Arrivo anticipato (pt. II)
- Titolo originale: Baby: Part 2
- Diretto da: Jamie Babbit
- Scritto da: Michael Borkow

### Trama
Lois sta per partorire, ha i cinque amici in casa, più Ida, Francis, Piama e Craig, oltre all'amico di Malcolm, Lloyd. Viene chiamata un'ambulanza che tarda ad arrivare.
Hal ha un incidente nel parcheggio della fiera, e finisce all'ospedale immobilizzato.
I tre figli decidono di partecipare a un corso preparto, imparando un sacco di cose.
A casa alla fine sarà Francis a far partorire la madre con sommo disgusto e solo dopo arriverà anche Hal. Non si sente il sesso del bebè a causa della sirena dell'ambulanza che arriva proprio in quel momento. Il bebè si chiamerà Jamie.

## In cerca d'asilo
- Titolo originale: Day Care
- Diretto da: Steve Love
- Scritto da: Gary Murphy, Neil Thompson

### Trama
Per avere un aiuto con Jamie, la famiglia finge di essere devota alla Chiesa dei Fratelli del Calvario, ma questa soluzione è un'arma a doppio taglio: anche Lois dovrebbe aiutare a tenere gli altri bambini, ma non riesce per colpa del lavoro. Va in una breve depressione e vorrebbe abbandonare il bambino, ma il fedele Hal le ricorda che è successa la stessa cosa con gli altri figli appena nati.
Reese ha un breve periodo di conversione, arrivando a sedersi su una sedia a cui sono legati dei palloncini, per spiccare il volo. Ovviamente l'esperimento fallirà. Dewey di contro fa una specie di predica atea all'insegnante di Reese.
Nonostante tutto, l'esperienza porterà aiuto alla famiglia: la comunità costruirà loro la stanza per il bambino (con tanto di Cristo in croce affrescato).
Nel frattempo, al Grotto, Francis si finge un alieno per attirare turisti.